# Kifayət Qasımova
Kifayət Yaqub qızı Qasımova (international auch Kifayat Gasimova; * 1. Februar 1983 in Kəlbəcər, Aserbaidschanische SSR, Sowjetunion) ist eine aserbaidschanische Judoka.
Bei den Weltmeisterschaften 2009, den Europameisterschaften 2008 und den Europameisterschaften 2007 gewann Qasımova Bronze. 2006 bei den Europameisterschaften gewann sie Silber.
Sie startet im Leichtgewicht, der Gewichtsklasse bis 57 Kilogramm.